# Боднэраш, Эмиль
Эмиль Боднэраш (рум. Emil Bodnăraș; 10 февраля 1904, д. Ясловэц, Герцогство Буковина, Австро-Венгерская империя — 24 января 1976, Бухарест, Социалистическая Республика Румыния) — румынский государственный, политический и партийный деятель. Министр вооружённых сил Румынии с 5 ноября 1947 по 4 октября 1955. Заместитель председателя Совета министров Румынии с 20 августа 1954 по 4 октября 1955 и с 20 марта 1957 по 17 марта 1965. Первый заместитель председателя Совета министров Румынии с 4 октября 1955 по 19 марта 1957. Министр транспорта и связи Румынии с 20 марта 1957 по 27 апреля 1959. Заместитель председателя Государственного совета Румынии с 1967 по 1976.
Член Центрального комитета и Политбюро Румынской коммунистической партии. С 1946 и до смерти в 1976 был депутатом всех созывов Великого национального собрания. Один из виднейших и влиятельных лидеров Румынской коммунистической партии.
Участник Второй мировой войны и государственного переворота 23 августа 1944. Организатор фальсификации всеобщих выборов 1946 и Инцидента в Тэмэдэу.

## Ранняя биография
Согласно официальной биографии, родился 10 февраля 1904 в деревне Ясловэц Герцогства Буковина, которая в то время была частью Австро-Венгерской империи (ныне жудец Сучава в Румынии). Происходил из смешанной семьи — отец Ион Боднэраш (14 августа 1871 — 31 марта 1924) был украинцем, государственным служащим, а мать Елизавета Боднэраш (2 марта 1879 — 22 июня 1958) была этнической немкой. У него был младший брат Маноле Боднэраш (4 июля 1909 — 9 сентября 1985), который так же стал государственным, политическим и партийным деятелем.
Окончил лицей «Dragoș Vodă» в городе Кымпулунг-Молдовенеск, с отличием окончил юридический факультет Ясского университета (1924), так же окончил Военное училище в Тимишоаре (1927) и Специальную школу офицеров артиллерии в Бухаресте (1930).
После окончания артиллерийской школы Эмиль Боднэраш получил звание лейтенанта и был назначен в гарнизон в Черновцах. Через непродолжительное время был переведён в бессарабский гарнизон в Садагуре, в 12-й артиллерийский полк (в котором проходил стажировку во время учёбы в артиллерийской школе). Командир полка полковник Рэдеску, высоко оценив успехи в учёбе молодого артиллериста, с которым был знаком со времён его стажировки, назначает Боднэраша адъютантом полка и офицером отдела контрразведки. Через несколько месяцев полковник Рэдеску получает назначение в другой полк. Новый командир 12-го артиллерийского полка полковник Иоан Ризеску посчитал Боднараша «человеком» предыдущего командира и снял его с занимаемых им должностей. Там же в полку, по неподтверждённым данным, сразу после перевода был завербован коммунистами (по одним данным, перевод в 12-й артиллерийский полк стал следствием конфликта с кем-то из членов Румынской королевской семьи, по другим данным перевод состоялся из-за романа Боднэраша с женой одного из своих командиров). По случаю ежегодной оценки личного состава за 1931, полковник Иоан Ризеску, командир 12-го артиллерийского полка, отмечал ценность Боднэраша как офицера, но упрекал его в отчёте за «бестактность, пьянство, постоянные денежные займы у товарищей и знакомства с не патриотично настроенными людьми».
В феврале 1932 Эмиль Боднэраш дезертировал из своего полка и бежал в СССР. Расследование, проведённое сразу после побега установило, что 13 февраля 1932 Боднэраш получил от вышестоящего командования разрешение на поездку из Садагуры в Хотин, выехав из расположения полка вечером 15 февраля 1932 и прибыв в Хотин на следующий день. Вечером 16 февраля Боднэраш отправился на пограничный румынский пост у Хотинской крепости. Там он представляется лейтенантом из Бухареста, Григоре Илиеску, и расспрашивает пограничников о границе, узнаёт расположении стационарных пограничных румынских и советских постов, справляется достаточно ли прочен лёд и интересуется «поведением и настроениями» по ту сторону границы. Утром 17 февраля в 9:30 румынские пограничники, патрулирующие правый берег Днестра, обнаружили фуражку лейтенанта и кобуру от револьвера, а на льду следы, ведущие на левый берег Днестра. Причины по которым он покинул Румынию и перешёл на территорию СССР остаются неизвестными, существует несколько гипотез: по одной из версий предположительно мог являться сверхсекретным агентом румынских спецслужб или румынской военной контрразведки, был умён и хорошо знал немецкий и русский; по другой версии был мятежником, завербованным румынскими коммунистами, отправленным на обучение в советские спецслужбы, с последующим возвращением для выполнения диверсионных действий в Румынии; по ещё одной версии Боднэраш был глубоко недоволен конфликтом между ним и своим непосредственным начальником — командиром 12-го артиллерийского полка полковником Иоаном Ризеску.
Доподлинно неизвестно, чем занимался и что делал Эмиль Боднэраш в Советском Союзе. В его личном деле, хранящимся в Москве, упоминается о работе бухгалтером в период с 1932 по 1934 в Москве и Астрахани. По некоторым данным, как агент советский разведки, обучался в разведшколе в Астрахани, а в Москве учился в Центральной школе ГУГБ НКВД СССР.

## Арест и деятельность в руководстве компартии
21 июля 1934 Боднэраш скрытно возвращался в Румынию для выполнения специальных задач, порученных ему Разведывательным управлением РККА — советской военной разведкой, однако в поезде был опознан одним из своих однокурсников по военному училищу — лейтенантом Георге Апостолеску — а после арестован в Бухаресте на платформе Северного вокзала сразу по прибытии поезда. По показаниям другого офицера, подполковника Андрея Попиляна, который обсуждал с Апостолеску обстоятельства данного дела, известно, что в купе поезда между Боднэрашем и Апостолеску состоялся разговор, в ходе которого будущий коммунистический лидер спросил Апостолеску: «Любопытно узнать, связано ли то, что пишут в газетах о моём дезертирстве и бегстве в СССР с моими коммунистическими убеждениями?». Так же Боднэраш признался, что он на самом деле — агент Сигуранцы, а вся «история» вокруг него имела место для того, чтобы «сбить с толку и запутать общественное мнение»; однако это маловероятно, учитывая, с какой лёгкостью агент раскрыл себя.
Историк Кристиан Тронкотэ в своей книге «История румынских спецслужб» пишет:

«На первый взгляд кажется, что дезертирство было лишь прикрытием для агента румынских спецслужб, его легенда убеждённого коммуниста была создана для отправки в СССР и там он стал двойным агентом, завербованным советами, однако у меня есть большие сомнения по поводу этой версии. Лёгкость, с которой он, как агент военной контрразведки, был пойман и арестован (по доносу бывшего однокурсника по военному училищу, спустя всего лишь два года после дезертирства) и оставался в тюрьме почти восемь лет, крайне странна и оправданна, пожалуй, только в том случае — Боднэраш «провалил» в СССР ту миссию, которую ему поручили, и стал советским агентом, чего румынские спецслужбы простить ему не могли. С другой стороны, мне трудно поверить, что советским спецслужбам удалось завербовать для проведения секретных миссий на территории Румынии столь непредсказуемого, гордого и высокомерного человека».
В мае 1935 г. приговорён судом к 10 годам принудительных работ за дезертирство в мирное время, кражу официальных документов и преступления против государственной безопасности. После пересмотра приговора срок заключения был сокращён до 5 лет лишения свободы; наказание отбывал в Аюде, Галаце, Брашове, Дофтане и Карансебеше. В Дофтане Боднэраш подружился с Георгиу-Дежем, а в 1940 стал членом Румынской коммунистической партии.
Находясь в тюрьме в Брашове, Боднэраш узнал, что приобрёл советское, но потерял румынское гражданство, поскольку занимал государственные должности в СССР. «Я получил гражданство СССР в Брашовской тюрьме по официальному обращению, составленному посольством на основании запроса от моего имени и имени моего брата. Быть советским гражданином в те годы для румынского гражданина было выгодно, получивший советское гражданство являлся элементом, с которым не рекомендовалось вести себя жестоко и избивать его» — объяснил сам Боднэраш в стенограмме 1952 года.
7 ноября 1942 был освобождён из тюрьмы в Карансебеше по предложению Сигуранцы — Секретной информационной службы румынской армии. «После освобождения мои товарищи дали мне большую сумму денег, 50 000 леев, которую я спрятал в коробку, чтобы отправить моему брату вместе со своей одеждой и вещами; так же от себя лично я передал брату 10 000 леев. В то время это была большая сумма». Боднэраш заплатил 8 000 леев комиссару по безопасности, который выдавал документы, чтобы тот не обращал внимание на наличие советского гражданства, что, согласно законам того времени, привело бы к ссылке в лагерь.
После освобождения поселился у своего брата Маноле в Галаце и присоединился к «национальной» фракции Георге Георгиу-Дежа. Оставшиеся деньги, полученные от товарищей по партии, использует в течение двух лет для организации собственной фабрики по производству извести, цемента и плитки. Доходы от базирующегося в Галаце предприятия позволяли ему путешествовать по стране и бывать в Бухаресте, находясь, однако, под наблюдением Сигуранцы. В Бухаресте получал информацию от агента под именем Кендлер, торговца лесоматериалами, платившего по приказу Боднэраша в 1943 г. 30 000 леев в месяц полковнику Эначе Борческу, служащему Генерального штаба румынской армии, за информацию о передвижениях румынских и немецких войск. Обычным местом встречи Кендлера и Борческу была греко-католическая церковь в Бухаресте (из интервью Траяна Борческу британскому журналисту Деннису Делетанту, 8 марта 1995).
В Тыргу-Жиу Эмиль Боднэраш симулируя приступ аппендицита, попадает в одну больничную палату с «больным» Георгиу-Дежем. Там вместе они разрабатывают меры по устранению секретариата Коммунистической партии Румынии во главе со Штефаном Форишем, составляют планы альянса по созданию Народного фронта и план побега Георгиу-Дежа (вскоре после прихода к власти Георгиу-Дежа, 9 июня 1945 Фориш был схвачен отрядом Секуритате и год спустя убит по распоряжению нового партийного руководства — его забил насмерть ломом руководитель Секуритате Георге Пинтилие).

## Период 1944—1947

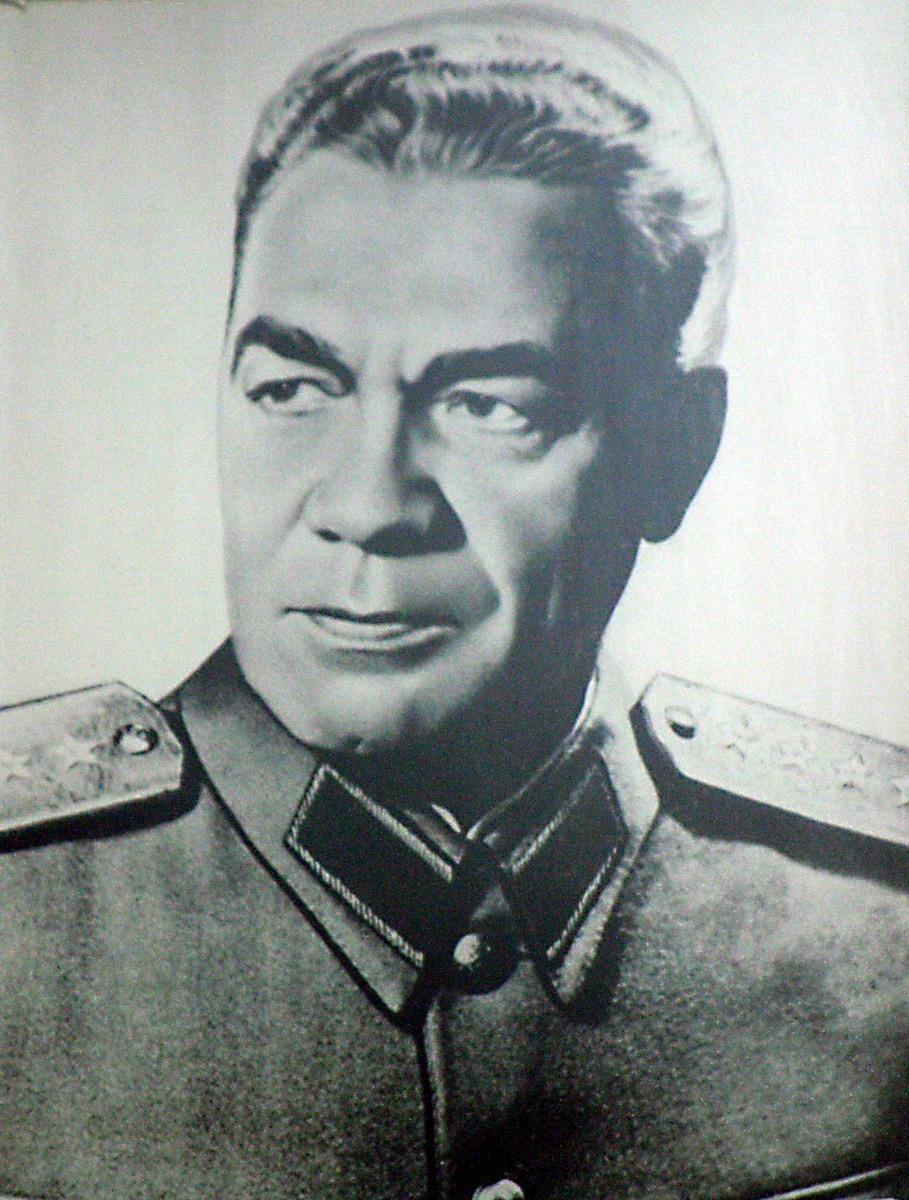

В 1944 Боднэраш отправился в Бухарест, где связался с Константином Пырвулеску и Иосифом Рангецем, утверждая, что является агентом Кремля, присланным для реорганизации Коммунистической партии. Вместе они спланировали отстранение Штефана Фориша от должности генерального секретаря Румынской компартии, объявив его предателем и агентом Секуритате. 4 апреля 1944, после бомбардировок Бухареста американскими ВВС, Боднэраш и Рангец захватили Фориша и под угрозой применения оружия заставили его подписать заявление об отставке. Прибыв в дом, где жил Штефан Фориш, Боднэраш представил ему, как он сам утверждал, сообщение от Коммунистического интернационала, в котором сообщалось, что руководство Коммунистической партии Румынии распущено, а все связи, включая конспиративные шифры (т. е. имена членов и дома заговора), должны быть переданы новому руководству партии. Бывшее руководство также должно было перейти в распоряжение назначенному новому руководству.
16 апреля 1944 Боднэраш сообщал Георгиу-Дежу в зашифрованном письме, отправленном тому в тюрьму, что миссия выполнена:

«Насколько долгой была подготовка, настолько быстрым и скорым стало само действие. Всего за три часа мы завершили действие. Наследство (партийные документы) было передано нам, а глава семьи (Глава компартии Фориш), его жена (Виктория Сырбу) и друг дома (архивариус Ремус Кофлер, помощник Фориша) были переведены в хороший санаторий (безопасный конспиративный дом). В час ночи мы передали шифры и всё семейное богатство в руки самого умелого из нас, нашего старшего друга (Константина Пырвулеску), который сегодня является главной опорой нашей семьи».
Триумвират Пырвулеску — Рангец — Боднэраш возглавлял партийное руководство вплоть до побега Георге Георгиу-Дежа из тюрьмы в августе 1944.

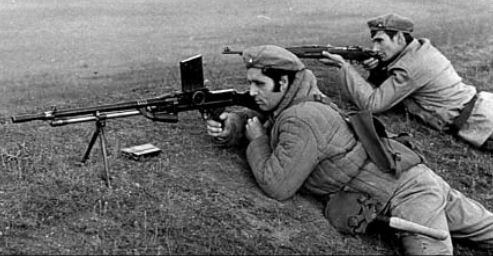
солдаты патриотической охраны (гвардии)

Боднэраш занимался организацией подпольных военизированных организаций (патриотической охраны (гвардии), которой в коммунистический период придавалось преувеличенное значение) и координировал действия по саботажу на передовой в румынской армии, расположенной в Молдове («Ясские ворота»), во время наступления советских войск в августе 1944 в ходе Ясско-Кишинёвской операции.
23 августа 1944 Эмиль Боднэраш (под именем инженера Чаушу) вместе с Лукрециу Пэтрэшкану (представитель Компартии Румынии) участвовал в государственном перевороте, в результате которого от власти был отстранён маршал Румынии, глава правительства и кондукэтор Ион Антонеску; заговор возглавлял лично король Михай I. Группа коммунистов, в которую входил Боднэраш, взяв под стражу Иона Антонеску, министра иностранных дел Михая Антонеску и других лиц, удерживала их в плену, а позже передала советскому военному командованию.
После выборов 1945 Боднэраш стал членом Центрального комитета и Политбюро Румынской коммунистической партии. С 1946 и до смерти в 1976 был депутатом всех созывов Великого национального собрания. С марта 1945 по 5 ноября 1947 был генеральным секретарём президиума Совета министров, руководителем секретной службы румынской армии, отвечал за надзор за секретными службами. Организатор фальсификации всеобщих выборов 1946 и Инцидента в Тэмэдэу.
Эмиль Боднэраш являлся одним из важнейших политических деятелей времён Георгиу-Дежа. Находился в постоянном контакте с советскими спецслужбами, которым регулярно передавал отчёты о деятельности лидеров румынской компартии, что впоследствии было доказано в случае с Анной Паукер.
5 ноября 1947 после отстранения от власти министра иностранных дел Георге Тэтэреску и его сторонников, Боднэраш был назначен министром вооружённых сил Румынии (министром обороны) с присвоением звания генерал-полковника.

## Период Георгиу-Дежа
В то время, когда во главе Коммунистической партии Румынии находился Георге Георгиу-Деж, Боднэраш занимал ряд важных государственных постов:
- Министр вооружённых сил Румынии (5 ноября 1947 — 4 октября 1955)
- Заместитель председателя Совета министров Румынии (20 августа 1954 — 4 октября 1955)
- Первый заместитель Председателя Совета министров Румынии (4 октября 1955 — 19 марта 1957)
- Заместитель председателя Совета министров Румынии (20 марта 1957 — 17 марта 1965)
- Министр транспорта и связи Румынии (20 марта 1957 — 27 апреля 1959)

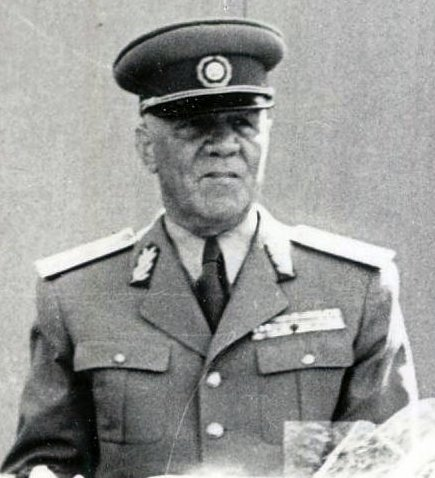
На праздновании 14-й годовщины освобождения Румынии от фашизма, 23 августа 1958

5 ноября 1947 Эмиль Боднэраш был назначен министром вооружённых сил (обороны) Румынии, сменив на этом посту генерала армии Михая Ласкара, который стал его заместителем; оставался во главе министерства до 4 октября 1955. 20 марта 1957 был назначен министром транспорта Румынии. На должности министра обороны координировал советизацию армии. Это позволило включить Румынию в советскую стратегическую систему сдерживания на начальном этапе Холодной войны, а позже страна вступила в Организацию Варшавского договора. Боднэраш отправил ряд молодых румын, верных коммунистическому делу, в Москву для обучения в различных высших военных учебных заведениях. Среди них был Николае Чаушеску, близкий соратник Боднэраша, ставший ранее начальником Высшего политического управления вооружённых сил и заместителем министра обороны с присвоением звания бригадного генерала — несмотря на то, что тот никогда не служил в армии.
С 21 по 26 августа 1955 в Румынии с визитом находился Первый секретарь ЦК КПСС Никита Хрущёв. По мнению некоторых историков, во время охоты на медведя в окрестностях села Верхний Будаку (жудец Бистрица-Нэсэуд), именно Боднэраш сыграл ключевую роль в оказании влияния на Хрущёва, чтобы тот принял решение о выводе Советской армии из Румынии. Первоначально Никита Хрущёв, отказывавшийся выводить советские войска «... ввиду НАТОвской угрозы из Турции», однако позже согласился. 3 декабря 1956 в Москве была подписана советско-румынская декларация «О временном характере пребывания военного контингента СССР на территории Румынии». Вскоре из Румынии стали отзывать советских военных советников и специалистов по вопросам оборонной промышленности. 17 апреля 1958 СССР официально заявил правительству Румынии о намерении вывести советские войска с её территории. 24 мая 1958 Румыния и СССР подписали соглашение о репатриации советских военнослужащих, находящихся на территории Румынии. Соглашением был предусмотрен график вывода войск с июня по август 1958.
Во время Венгерской революции 1956 Боднэрашу было поручено подавлять любую возможную поддержку венгерским повстанцем со стороны румын. В ноябре 1956 входил в состав делегации, во главе с Георгиу-Дежем, которая посетила Венгерскую Народную Республику и провела переговоры с Председателем Совета министров ВНР Яношем Кадаром о подавлении венгерской революции.
После смерти своего ближайшего соратника и руководителя партии и государства Георгиу-Дежа, 19 марта 1965, Боднэраш оставался один из самых влиятельных членов Политбюро, выступал против реорганизации партии, предложенной Иосифом Кишинёвским и Мироном Константинеску и поддержал избрание молодого Николае Чаушеску на пост руководителя партии; в тройку кандидатов так же входили первый заместитель премьер-министра Георге Апостол и министр внутренних дел Александру Дрэгич.

## Период Николае Чаушеску

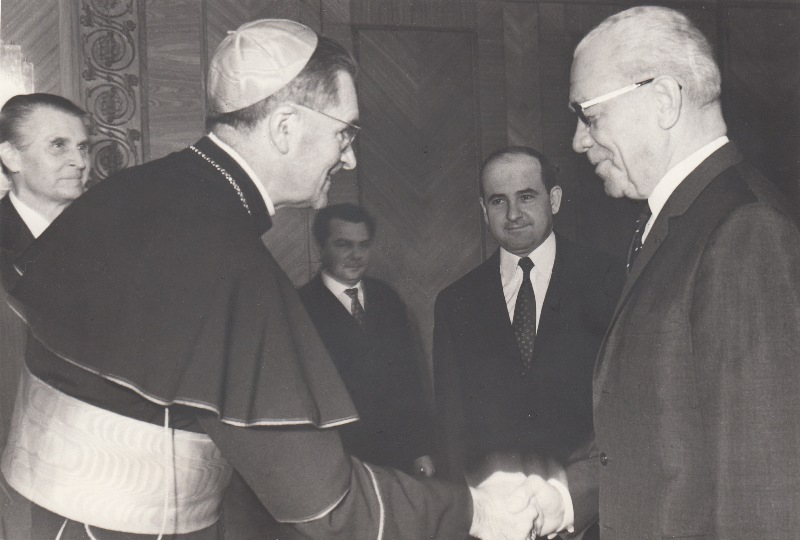
Приём в Государственном Совете Румынии. На переднем плане: Эмиль Боднэраш и кардинал Юлиус Дёпфнер, 11 ноября 1971

Боднэраш был одним из верных соратников Николае Чаушеску. Некоторое время продолжал занимать должность первого заместителя председателя Совета министров Румынии (18 марта 1965 — 8 декабря 1967). После занимал несколько номинально «важных» должностей — заместителя председателя Государственного совета Румынии (1967—1976) и члена Комитета национальной обороны Румынии (1969—1976). До самой смерти Эмиль Боднэраш оставался одним из самых влиятельных членов Коммунистической партии Румынии, был награждён многими высокими орденами и медалями.
В 1969 перенёс сердечный приступ и письмах просил Чаушеску снять его со всех постов, мотивируя это плохим состоянием здоровья и невозможностью, как раньше, участвовать в работе партии. Летом-осенью 1974 направил ещё несколько писем Чаушеску со словами «дорогой Николае», «старый друг и товарищ», «навсегда уйти в отставку с любой руководящей должности в партии и государстве». Чаушеску отказал ему в просьбе. В 1975 перенёс операцию на глазах.
Эмиль Боднэраш скончался 24 января 1976 в Бухаресте от инфаркта. В отличие от других партийных лидеров, которые были похоронены у Памятника героям-коммунистам в Либерти-парке (ныне парк Кароля I), останки Боднэраша были помещены в массивный металлический гроб и захоронены, по его желанию, рядом с церковью, построенной на его личные деньги, в его родной деревне Ясловэц в Сучавском уезде.

## Семья
Был женат на Флорике Мунзер, бывшей жене Раду Мэнеску (анархист и бывший заместитель министра финансов), с которой позже развёлся по причине того, что партия требовала жениться только на румынках, а русские или еврейки исключались. В браке родилась девочка, позже умершая от рака. Так же усыновил мальчика Георгицу.

## Награды
государственные
- Орден Труда I степени (1948)
- Орден Звезды Румынии I степени (1948, 1954)
- Орден «Защита Отечества» I степени (1949)
- Орден «23 августа» I степени (1959)
- Герой Социалистического Труда (1959)
- Медаль «40 лет провозглашения республики» (1961)
- Медаль «20 лет освобождения Отечества» (1964)
- Медаль «20 лет Вооружённых сил СРР» (1964)
- Орден Тудора Владимиреску I степени (1966)
- Медаль «25 лет освобождения Отечества» (1969)
- Орден «Победа социализма» (1971)

иностранные
- Орден Заслуг Венгерской Народной Республики (1947, Венгрия)
- Большой крест ордена Белого льва «За Победу» (1947, Чехословакия)
- Орден «За военные заслуги» I степени (1955, Болгария)

## Память
С 7 сентября 1976 по 20 мая 1996 коммуна Милишэуци (ныне город), в которую входила деревня Ясловэц, носила имя Эмиль Боднэраш. В настоящее время напротив культурного центра в деревне Ясловэц установлен бюст Боднэраша.

## Факты
- Эмиль Боднэраш, подобно патриарху Румынскому Юстиниану и Петру Грозу, был близким другом главного раввина Румынии Моисея Розена[рум.] и его жены Амалии, оказывал им тайную поддержку в годы становления сталинизма в Румынии (1947—1953), о чём писал сам Моисей Розен в своей автобиографии «Опасности... Испытания... Чудеса», опубликованной в 1990.
- После того, как Эмиль Боднэраш стал министром вооружённых сил Румынии, он занимался сбором документов о своём дезертирстве в СССР, которые были составлены военными и судебными органами. Данные документы были обнаружены после смерти Боднэраша в его сейфе, в папке, в которой так же хранилась его переписка 1945—1947 годов с принцессой Илеаной (тёткой короля Михая I), с которой, как поговаривают, он имел более чем привилегированные отношения, несмотря на официальный язык писем[10].